# Powrót Cienia
Powrót Cienia. Historia "Władcy Pierścieni". Część 1 (ang. The Return of the Shadow. The History of The Lord of the Rings. Part One) – szósta część cyklu Historia Śródziemia autorstwa Christophera Tolkiena. Podobnie jak inne tomy, zawiera opracowanie materiałów J.R.R. Tolkiena, opisujących legendarium Śródziemia. Jest także pierwszą z czterech części, opisujących wczesną wersję powieści Władca Pierścieni.
Oryginalne wydanie pochodzi z 1988 r. Pierwsze polskie tłumaczenie (autorstwa Marii Gębickiej-Frąc i Cezarego Frąca) opublikowano w 2025 r.

## Tytuł
Powrót Cienia był jednym z tytułów, jakie Tolkien planował nadać pierwszej części Władcy Pierścieni (obecnie znanej jako Drużyna Pierścienia).

## Opis treści
Powrót Cienia opisuje pierwsze wersje Władcy Pierścieni od momentu urodzinowego przyjęcia pierwowzoru Bilbo Bagginsa aż po przybycie Drużyny Pierścienia do grobu Balina w Morii. Są one pogrupowane w trzy fazy, grupujące kolejne próby stworzenia przez J.R.R. Tolkiena odpowiadającego mu tekstu.